# 巴士底車站
巴士底車站（法語：Gare de la Bastille） 是曾經位於巴黎巴士底廣場的一座車站，現已被廢除。巴士底車站開業於1859年，主要開行自巴黎前往巴黎近郊的列車。1969年，巴士底車站被廢除。之後車站曾一度被用作展覽會場，1984年被拆除。現在巴士底車站處的建築是巴士底歌劇院。

## 外部連結

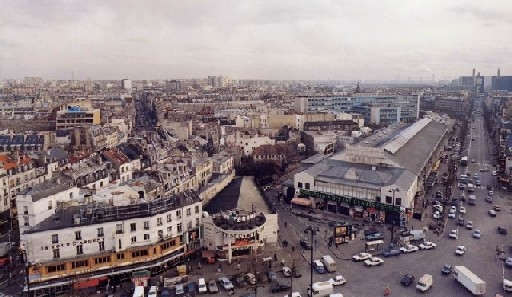
1980年代的巴士底車站

- SNCF Archive film of the Gare de la Bastille （页面存档备份，存于） （法文）